# Liste der Kulturdenkmäler in Gilserberg
Die folgende Liste enthält die in der Denkmaltopographie ausgewiesenen Kulturdenkmäler auf dem Gebiet  der Gemeinde Gilserberg, Schwalm-Eder-Kreis, Hessen.
Hinweis: Die Reihenfolge der Denkmäler in dieser Liste orientiert sich zunächst an StadtteilenOrtsteilen und anschließend der Anschrift, alternativ ist sie auch nach der Bezeichnung oder der Bauzeit sortierbar.
Kulturdenkmäler werden fortlaufend im Denkmalverzeichnis des Landes Hessen durch das Landesamt für Denkmalpflege Hessen auf Basis des Hessischen Denkmalschutzgesetzes (HDSchG) geführt. Die Schutzwürdigkeit eines Kulturdenkmals hängt nicht von der Eintragung in das Denkmalverzeichnis des Landes Hessen oder der Veröffentlichung in der Denkmaltopographie ab.

Das Vorhandensein oder Fehlen eines Objekts in dieser Liste ist keine rechtsverbindliche Auskunft darüber, ob es Kulturdenkmal ist oder nicht: Diese Liste entspricht möglicherweise nicht dem aktuellen Stand der offiziellen Denkmaltopographie. Diese ist für Hessen in den entsprechenden Bänden der Denkmaltopographie Bundesrepublik Deutschland und im Internet unter DenkXweb – Kulturdenkmäler in Hessen einsehbar. Auch diese Quellen sind, obwohl sie durch das Landesamt für Denkmalpflege Hessen aktualisiert werden, nicht immer aktuell, da es im Denkmalbestand immer wieder Änderungen gibt.
Eine verbindliche Auskunft erteilt allein das Landesamt für Denkmalpflege Hessen.
Nutze diese Kartenansicht, um Koordinaten in der Liste zu setzen. In dieser Kartenansicht sind Kulturdenkmale ohne Koordinaten mit einem roten bzw. orangen Marker dargestellt und können in der Karte gesetzt werden. Kulturdenkmale ohne Bild sind mit einem blauen bzw. roten Marker gekennzeichnet, Kulturdenkmale mit Bild mit einem grünen bzw. orangen Marker.

## Gilserberg
| Bild                                 | Bezeichnung                                   | Lage                                                   | Beschreibung | Bauzeit                   | Daten |
| ------------------------------------ | --------------------------------------------- | ------------------------------------------------------ | ------------ | ------------------------- | ----- |
| Bild gesucht BW                      | Ernhaus Bahnhofstraße (20)                    | Bahnhofstraße (20) LageFlur: 6, Flurstück: 56/7        |              | um 1700                   |       |
| Wohnhaus Bahnhofstraße 23            | Wohnhaus Bahnhofstraße 23                     | Bahnhofstraße 23 (80) LageFlur: 7, Flurstück: 19/1     |              | Anfang 20. Jahrhundert    |       |
| Bild gesucht BW                      | Villa Bahnhofstraße (117)                     | Bahnhofstraße (117) LageFlur: 7, Flurstück: 69/9       |              | Frühes 20. Jahrhundert    |       |
| Bild gesucht BW                      | Alter Bahnhof                                 | Gemündener Straße (99) LageFlur: 7, Flurstück: 66/9    |              | um 1900                   |       |
| weitere Bilder                       | Evangelische Kirche                           | Kirchweg (17 1/2) LageFlur: 6, Flurstück: 179          |              | 1706/09                   |       |
| Dreiseithof Kirchweg                 | Dreiseithof Kirchweg                          | Kirchweg (46) LageFlur: 6, Flurstück: 175/1            |              | 1884                      |       |
| Haupthaus einer Hofanlage Kirchweg 3 | Haupthaus einer Hofanlage Kirchweg 3          | Kirchweg 3 LageFlur: 6, Flurstück: 319/174             |              | 1863                      |       |
| Hofanlage Langer Grundweg 2          | Hofanlage Langer Grundweg 2                   | Langer Grundweg 2 LageFlur: 6, Flurstück: 213/1        |              | spätes 19. Jahrhundert    |       |
| Wohnhaus Marburger Straße 2          | Wohnhaus Marburger Straße 2                   | Marburger Straße 2 LageFlur: 6, Flurstück: 121+258/119 |              | mittleres 19. Jahrhundert |       |
| Bild gesucht BW                      | Wohnhaus eine Hofanlage Marburger Straße (28) | Marburger Straße (28) LageFlur: 6, Flurstück: 111/1    |              | mittleres 19. Jahrhundert |       |

## Heimbach
| Bild            | Bezeichnung                                                     | Lage                                                   | Beschreibung | Bauzeit                   | Daten |
| --------------- | --------------------------------------------------------------- | ------------------------------------------------------ | ------------ | ------------------------- | ----- |
| Bild gesucht BW | Hofanlage Hopfenbergweg (12)                                    | Hopfenbergweg (12) LageFlur: 8, Flurstück: 11          |              | 1787                      |       |
| Bild gesucht BW | Ernhaus Schiffelborner Straße (8)                               | Schiffelborner Straße (8) LageFlur: 8, Flurstück: 15/1 |              | 1847                      |       |
| Bild gesucht BW | Evangelische Filialkirche                                       | Wohratalstraße LageFlur: 8, Flurstück: 20/1            |              | 1819–1820                 |       |
| Bild gesucht BW | Ernhaus Wohratalstraße (2)                                      | Wohratalstraße (2) LageFlur: 8, Flurstück: 3/2         |              | um 1800                   |       |
| Bild gesucht BW | Ehemaliges Ernhaus als Teil einer Hofanlage Wohratalstraße (19) | Wohratalstraße (19) LageFlur: 8, Flurstück: 39/1       |              | 1818                      |       |
| Bild gesucht BW | Wohnwirtschaftsgebäude Wohratalstraße (21)                      | Wohratalstraße (21) LageFlur: 8, Flurstück: 25         |              | mittleres 19. Jahrhundert |       |
| Bild gesucht BW | Backsteinhaus Zum Bückling                                      | Zum Bückling LageFlur: 8, Flurstück: 42/1              |              | um 1900                   |       |

## Itzenhain
| Bild            | Bezeichnung                        | Lage                                                 | Beschreibung | Bauzeit               | Daten |
| --------------- | ---------------------------------- | ---------------------------------------------------- | ------------ | --------------------- | ----- |
| Bild gesucht BW | Evangelische Filialkirche          | LageFlur: 4, Flurstück: 31                           |              | 1754–56               |       |
| Bild gesucht BW | Hofanlage Winterscheider Straße 9  | Winterscheider Straße 9 LageFlur: 4, Flurstück: 36/3 |              | um 1800               |       |
| Bild gesucht BW | Hofanlage Winterscheider Straße 11 | Winterscheider Straße 11 LageFlur: 4, Flurstück: 54  |              | Mitte 19. Jahrhundert |       |
| Bild gesucht BW | Gemeindebackhaus                   | Winterscheider Straße 14 LageFlur: 4, Flurstück: 27  |              | 1889                  |       |
| Bild gesucht BW | Gutsanlage Bellnhausen             | Südlich des Dorfes LageFlur: 7, Flurstück: 9         |              |                       |       |

## Lischeid
| Bild            | Bezeichnung                            | Lage                                                   | Beschreibung | Bauzeit                            | Daten |
| --------------- | -------------------------------------- | ------------------------------------------------------ | ------------ | ---------------------------------- | ----- |
| Bild gesucht BW | Gesamtanlage Lischeid                  | Lage                                                   |              |                                    |       |
| Bild gesucht BW | Aumühle                                | LageFlur: 2, Flurstück: 58/1                           |              | spätes 18. Jahrhundert             |       |
| Bild gesucht BW | Haingrundsmühle                        | LageFlur: 6, Flurstück: 10+8                           |              | spätes 18. Jahrhundert             |       |
| Bild gesucht BW | Schmiede                               | Lindenring LageFlur: 3, Flurstück: 30                  |              | zweite Hälfte des 19. Jahrhunderts |       |
| Bild gesucht BW | Hofanlage Lindenring 6                 | Lindenring 6 LageFlur: 3, Flurstück: 44/2              |              | frühes 19. Jahrhundert             |       |
| Bild gesucht BW | Fachwerkscheune Lindenring 18          | Lindenring 18 LageFlur: 4, Flurstück: 29/1             |              | 1798                               |       |
| Bild gesucht BW | Wohnhaus Lindenring (11)               | Lindenring (11) LageFlur: 3, Flurstück: 17             |              | 19. Jahrhundert                    |       |
| Bild gesucht BW | Wohnhaus Lindenring (9)                | Lindenring (9) LageFlur: 3, Flurstück: 68              |              | spätes 18. Jahrhundert             |       |
| Bild gesucht BW | Wohnhaus Lindenring (7)                | Lindenring (7) LageFlur: 3, Flurstück: 79              |              | 1853                               |       |
| Bild gesucht BW | Wohnhaus Lindenring (34)               | Lindenring (34) LageFlur: 3, Flurstück: 73             |              | erste Hälfte des 19. Jahrhunderts  |       |
| Bild gesucht BW | Pfarrhaus                              | Lischeider Straße 1 (51) LageFlur: 3, Flurstück: 16    |              | 1897/98                            |       |
| weitere Bilder  | Evangelische Pfarrkirche               | Lischeider Straße (50) LageFlur: 3, Flurstück: 62/1    |              | 1855/56                            |       |
| Bild gesucht BW | Wohnhaus Lischeider Straße 3 (54)      | Lischeider Straße 3 (54) LageFlur: 3, Flurstück: 58    |              | um 1900                            |       |
| Bild gesucht BW | Scheune Lischeider Straße 4 (13)       | Lischeider Straße 4 (13) LageFlur: 3, Flurstück: 18/1  |              | 1800                               |       |
| Bild gesucht BW | Wohnhaus Lischeider Straße 5           | Lischeider Straße 5 LageFlur: 3, Flurstück: 53         |              | um 1900                            |       |
| Bild gesucht BW | Wohnhaus Lischeider Straße 7           | Lischeider Straße 7 LageFlur: 3, Flurstück: 48         |              | um 1900                            |       |
| Bild gesucht BW | Wohnhaus Lischeider Straße 9           | Lischeider Straße 9 LageFlur: 3, Flurstück: 47         |              | frühes 19. Jahrhundert             |       |
| Bild gesucht BW | Wohnhaus Lischeider Straße 13          | Lischeider Straße 13 LageFlur: 3, Flurstück: 46        |              | um 1900                            |       |
| Bild gesucht BW | Ernhaus Lischeider Straße 15           | Lischeider Straße 15 LageFlur: 4, Flurstück: 28/1      |              |                                    |       |
| Bild gesucht BW | Wohnhaus Schmidtborn (16)              | Lischeider Straße 16 LageFlur: 4, Flurstück: 22        |              | Ende 18. Jahrhunderts              |       |
| Bild gesucht BW | ehemalige Mühle Lischeider Straße (37) | Lischeider Straße 18 (37) LageFlur: 4, Flurstück: 11/1 |              |                                    |       |
| Bild gesucht BW | Wohnhaus Mengsberger Straße 1          | Mengsberger Straße 1 LageFlur: 4, Flurstück: 41/3      |              | mittleres 18. Jahrhundert          |       |
| Bild gesucht BW | Wohnhaus Mengsberger Straße 6          | Mengsberger Straße 6 LageFlur: 4, Flurstück: 62/2      |              | 1948                               |       |
| Bild gesucht BW | Ernhaus Rosenstraße 6                  | Rosenstraße 6 LageFlur: 4, Flurstück: 19               |              | um 1800                            |       |
| Bild gesucht BW | Wohnhaus Sandweg (35)                  | Sandweg (35) LageFlur: 4, Flurstück: 50/1              |              | 19. Jahrhundert                    |       |
| Bild gesucht BW | Hofanlage Schmidtborn 5                | Schmidtborn 5 LageFlur: 4, Flurstück: 83/1             |              | Mitte 18. Jahrhundert              |       |
| Bild gesucht BW | Kälberhof                              | Weidenstraße 5 LageFlur: 3, Flurstück: 82/3            |              |                                    |       |

## Moischeid
| Bild                                    | Bezeichnung                               | Lage                                                             | Beschreibung | Bauzeit                            | Daten |
| --------------------------------------- | ----------------------------------------- | ---------------------------------------------------------------- | --- | ---------------------------------- | ----- |
| Bild gesucht BW                         | Doppelwohnhaus Schloßstraße 2             | Schloßstraße 2 LageFlur: 8, Flurstück: 31 und 32                 | | um 1800                            |       |
| Evangelische Filialkirche               | Evangelische Filialkirche                 | Schloßstraße 4 LageFlur: 8, Flurstück: 20                        | | 1725/26                            |       |
| Bild gesucht BW                         | Fachwerkwohnhaus Schloßstraße 6           | Schloßstraße 6 LageFlur: 8, Flurstück: 18/1, 19, 123/3 und 127/2 | | frühes 19. Jahrhundert             |       |
| Moischeid Pächterhaus                   | Wohn- und Geschäftshaus Schloßstraße (59) | Schloßstraße (59) LageFlur: 8, Flurstück: 156/77                 | Das sogenannte "Pächterhaus" ist ein verputztes zweigeschossiges Wohn- und Geschäftshaus. Das Haus hat als Vertreter konservativer Wohnhausarchitektur vor dem Ersten Weltkrieg künstlerische Bedeutung. Daneben besitzt es durch die zentrale Lage gegenüber dem Gutsbereich städtebauliche Bedeutung. | um 1910                            |       |
| Bild gesucht BW                         | Wohnwirtschaftsgebäude Schloßstraße (49)  | Schloßstraße (49) LageFlur: 8, Flurstück: 79/2                   | | um 1850                            |       |
| Bild gesucht BW                         | Stallgebäude Schloßstraße                 | Schloßstraße LageFlur: 8, Flurstück: 79/5                        | | spätes 19. Jahrhundert             |       |
| Bild gesucht BW                         | Ernhaus Schloßstraße (39)                 | Schloßstraße (39) LageFlur: 8, Flurstück: 89/1                   | | zweite Hälfte des 18. Jahrhunderts |       |
| Bild gesucht BW                         | Ernhaus Schönsteiner Straße (38)          | Schönsteiner Straße (38) LageFlur: 8, Flurstück: 86/1            | | erste Hälfte des 18. Jahrhunderts  |       |
| Bild gesucht BW                         | Ernhaus Schönsteiner Straße (31)          | Schönsteiner Straße (31) LageFlur: 8, Flurstück: 65/1            | | zweite Hälfte des 18. Jahrhunderts |       |
| Direkt Bild zu diesem Denkmal hochladen | ehemaliges Ernhaus Weg                    | Weg Flur: 8, Flurstück: 98/1                                     | | zweite Hälfte des 18. Jahrhunderts |       |
| Bild gesucht BW                         | Wohnhaus Wegbornstraße 1                  | Wegbornstraße 1 LageFlur: 8, Flurstück: 166/3                    | | um 1900                            |       |
| Bild gesucht BW                         | Wohnhaus Wegbornstraße 3                  | Wegbornstraße 3 LageFlur: 8, Flurstück: 149/4                    | | 1907                               |       |
| Bild gesucht BW                         | Kleinbäuerliches Anwesen Wegbornstraße 4  | Wegbornstraße 4 LageFlur: 8, Flurstück: 14, 185/14               | | frühes 19. Jahrhundert             |       |
| Bild gesucht BW                         | Wohnhaus Wegbornstraße 9                  | Wegbornstraße 9 LageFlur: 8, Flurstück: 11/2                     | | frühes 19. Jahrhundert             |       |
| Bild gesucht BW                         | Wohnhaus Wegbornstraße (11)               | Wegbornstraße (11) LageFlur: 8, Flurstück: 34/4                  | | um 1800                            |       |

## Sachsenhausen
| Bild            | Bezeichnung                       | Lage                                            | Beschreibung | Bauzeit                            | Daten |
| --------------- | --------------------------------- | ----------------------------------------------- | ------------ | ---------------------------------- | ----- |
| Bild gesucht BW | Evangelische Pfarrkirche          | An der Kirche LageFlur: 4, Flurstück: 4         |              | um 1828                            |       |
| Bild gesucht BW | Ernhaus Treysaer Straße 8         | Treysaer Straße 8 LageFlur: 4, Flurstück: 4     |              | Zweite Hälfte des 18. Jahrhunderts |       |
| Bild gesucht BW | Wohnhaus Treysaer Straße 10       | Treysaer Straße 10 LageFlur: 4, Flurstück: 62   |              | frühes 20. Jahrhundert             |       |
| Bild gesucht BW | Wohnhaus Treysaer Straße (35)     | Treysaer Straße (35) LageFlur: 4, Flurstück: 16 |              | Zweite Hälfte des 18. Jahrhunderts |       |
| Bild gesucht BW | Wohnhaus Treysaer Straße (34)     | Treysaer Straße (34) LageFlur: 4, Flurstück: 18 |              | spätes 18. Jahrhundert             |       |
| Bild gesucht BW | Wohnhaus Treysaer Straße 18       | Treysaer Straße 18 LageFlur: 4, Flurstück: 56   |              | frühes 19. Jahrhundert             |       |
| Bild gesucht BW | Ernhaus Treysaer Straße 24        | Treysaer Straße 24 LageFlur: 5, Flurstück: 53   |              | frühes 19. Jahrhundert             |       |
| Bild gesucht BW | Fachwerkhaus Treysaer Straße (11) | Treysaer Straße (11) LageFlur: 4, Flurstück: 40 |              | um 1800                            |       |
| Bild gesucht BW | Ernhaus Treysaer Straße 19        | Treysaer Straße 19 LageFlur: 5, Flurstück: 17   |              | spätes 18. Jahrhundert             |       |
| Bild gesucht BW | Wohnhaus Treysaer Straße 25       | Treysaer Straße 25 LageFlur: 5, Flurstück: 21   |              | Ende des 18. Jahrhunderts          |       |

## Schönau
| Bild            | Bezeichnung                              | Lage                                                  | Beschreibung | Bauzeit                           | Daten |
| --------------- | ---------------------------------------- | ----------------------------------------------------- | ------------ | --------------------------------- | ----- |
| Bild gesucht BW | Evangelische Filialkirche                | LageFlur: 4, Flurstück: 10/1                          |              | um 1585                           |       |
| Bild gesucht BW | Hofanlage Kirschbrunnen (10)             | Kirschbrunnen (10) LageFlur: 4, Flurstück: 77/30      |              | 1857                              |       |
| Bild gesucht BW | Fachwerkscheune Königsberger Straße (49) | Königsberger Straße (49) LageFlur: 4, Flurstück: 50   |              | 1744                              |       |
| Bild gesucht BW | Fachwerkscheune Königsberger Straße (10) | Königsberger Straße (10) LageFlur: 4, Flurstück: 46/1 |              | erste Hälfte des 18. Jahrhunderts |       |
| Bild gesucht BW | Wohnhaus Königsberger Straße (32)        | Königsberger Straße (32) LageFlur: 4, Flurstück: 18/2 |              | um 1900                           |       |
| Bild gesucht BW | Villa Weg (7)                            | Weg (7) LageFlur: 5, Flurstück: 57+61                 |              | um 1920                           |       |
| Bild gesucht BW | Hichelmühle                              | LageFlur: 9, Flurstück: 9/1                           |              | erste Hälfte des 18. Jahrhunderts |       |

## Schönstein
| Bild            | Bezeichnung                   | Lage                                                    | Beschreibung | Bauzeit                    | Daten |
| --------------- | ----------------------------- | ------------------------------------------------------- | ------------ | -------------------------- | ----- |
| Bild gesucht BW | Gesamtanlage Eisenhütte       | Lage                                                    |              | 1617                       |       |
| Bild gesucht BW | Werksbau des Hüttenwerks      | Am Hüttenplatz 1 LageFlur: 1, Flurstück: 34/2           |              | Mitte des 19. Jahrhunderts |       |
| Bild gesucht BW | Zwei Werksteinbauen           | LageFlur: 1, Flurstück: 30/1                            |              |                            |       |
| Bild gesucht BW | Ehemalige Schule              | Eichenweg (28) LageFlur: 2, Flurstück: 9                |              | Mitte des 19. Jahrhunderts |       |
| Bild gesucht BW | Wohnhaus Im Eggfeld (33)      | Im Eggfeld (33) LageFlur: 1, Flurstück: 133/46          |              | 1935                       |       |
| Bild gesucht BW | Putzbau Kellerwaldstraße (32) | Kellerwaldstraße (32) LageFlur: 1, Flurstück: 53 und 54 |              | Frühes 20. Jahrhundert     |       |

## Sebbeterode
| Bild                     | Bezeichnung                           | Lage                                                      | Beschreibung | Bauzeit                            | Daten |
| ------------------------ | ------------------------------------- | --------------------------------------------------------- | ------------ | ---------------------------------- | ----- |
| Gesamtanlage Sebbeterode | Gesamtanlage Sebbeterode              | Lage                                                      |              |                                    |       |
| Bild gesucht BW          | Fachwerkwohnhaus Hohlstraße 1         | Hohlstraße 1 LageFlur: 5, Flurstück: 8/1                  |              | Frühes 18. Jahrhundert             |       |
| Bild gesucht BW          | Unterstallhaus Hohlstraße 7           | Hohlstraße 7 LageFlur: 5, Flurstück: 12 und 13            |              | 19. Jahrhundert                    |       |
| Bild gesucht BW          | Rähmbau Hohlstraße 9                  | Hohlstraße 9 LageFlur: 5, Flurstück: 14/2                 |              | Zweite Hälfte des 19. Jahrhunderts |       |
| Bild gesucht BW          | Wohn-Wirtschaftsgebäude Hohlstraße 11 | Hohlstraße 11 LageFlur: 5, Flurstück: 10/2                |              | 19. Jahrhundert                    |       |
| Bild gesucht BW          | Fachwerkhaus Lange Straße 2           | Lange Straße 2 LageFlur: 5, Flurstück: 80                 |              | Spätes 18. Jahrhundert             |       |
| Bild gesucht BW          | Wohnhaus Lange Straße 4               | Lange Straße 4 LageFlur: 5, Flurstück: 84/3               |              | um 1700                            |       |
| Bild gesucht BW          | Scheune Lange Straße gegenüber 4      | Lange Straße gegenüber 4 LageFlur: 5, Flurstück: 86/1     |              | Spätes 19. Jahrhundert             |       |
| Bild gesucht BW          | Gemeindehaus                          | Lange Straße LageFlur: 5, Flurstück: 61/1                 |              | 1940                               |       |
| Bild gesucht BW          | Fachwerkhaus Lange Straße 7           | Lange Straße 7 LageFlur: 5, Flurstück: 60/1               |              | um 1800                            |       |
| Bild gesucht BW          | Hofanlage Lange Straße (24)           | Lange Straße (24) LageFlur: 5, Flurstück: 164/26 + 165/26 |              | Frühes 19. Jahrhundert             |       |
| Bild gesucht BW          | Fachwerkhaus Lange Straße 9           | Lange Straße 9 LageFlur: 5, Flurstück: 7                  |              | Zweite Hälfte des 18. Jahrhunderts |       |
| Bild gesucht BW          | Wohnhaus Lange Straße 23              | Lange Straße 23 LageFlur: 5, Flurstück: 5                 |              | Zweite Hälfte des 18. Jahrhunderts |       |
| Bild gesucht BW          | Fachwerkhaus Lindenstraße 2a          | Lindenstraße 2a LageFlur: 5, Flurstück: 38                |              | 1825                               |       |
| Bild gesucht BW          | Fachwerkhaus Lindenstraße 7           | Lindenstraße 7 LageFlur: 5, Flurstück: 31/3 + 32/1        |              | Spätes 18. Jahrhundert             |       |
| weitere Bilder           | Evangelische Pfarrkirche              | Lindenstraße 44 LageFlur: 5, Flurstück: 33                |              | 1735–1740                          |       |
| Bild gesucht BW          | Wohnhaus Lohbergstraße                | Lohbergstraße LageFlur: 2, Flurstück: 87/60               |              | um 1900                            |       |

## Winterscheid
| Bild            | Bezeichnung                              | Lage                                                     | Beschreibung | Bauzeit                            | Daten |
| --------------- | ---------------------------------------- | -------------------------------------------------------- | ------------ | ---------------------------------- | ----- |
| Bild gesucht BW | Kriegerdenkmal                           | Denkmalstraße LageFlur: 4, Flurstück: 20                 |              | Anfang des 20. Jahrhunderts        |       |
| Bild gesucht BW | Schul- und Gemeindehaus                  | Denkmalstraße (5) LageFlur: 4, Flurstück: 76             |              | 1822                               |       |
| Bild gesucht BW | Ernhaus Denkmalstraße (35)               | Denkmalstraße (35) LageFlur: 4, Flurstück: 77            |              | 1743                               |       |
| Bild gesucht BW | Fachwerkwohnhaus Heinrich-Weber-Straße 6 | Heinrich-Weber-Straße 6 LageFlur: 4, Flurstück: 90/2     |              | Zweite Hälfte des 19. Jahrhunderts |       |
| Bild gesucht BW | Wohnhaus Heinrich-Weber-Straße (9 1/2)   | Heinrich-Weber-Straße (9 1/2) LageFlur: 4, Flurstück: 99 |              | Mitte des 19. Jahrhunderts         |       |
| Bild gesucht BW | Rähmbau Itzenhainer Straße (1 1/2)       | Itzenhainer Straße (1 1/2) LageFlur: 4, Flurstück: 70/1  |              | um 1800                            |       |
| Bild gesucht BW | Wohnhaus Itzenhainer Straße 7            | Itzenhainer Straße 7 LageFlur: 4, Flurstück: 71          |              | um 1910                            |       |